# Tensotorio
En matemáticas y física teórica, un tensotorio se refiere a la aplicación iterada del producto tensorial sobre una secuencia finita o infinita de tensores. Es una operación que generaliza la idea de agregación de tensores en espacios de dimensiones superiores. El término "tensotorio" es un neologismo acuñado para describir este proceso de manera análoga a "sumatorio" (para sumas) y "productorio" (para productos).

## Definición
Dada una secuencia de tensores {\displaystyle T_{1},T_{2},\dots ,T_{n}}, el tensotorio se define como el producto tensorial iterado:
{\displaystyle \bigotimes _{i=1}^{n}T_{i}=T_{1}\otimes T_{2}\otimes \dots \otimes T_{n}}
Aquí, {\displaystyle \otimes } denota el operador de producto tensorial, y el resultado es un tensor de dimensiones superiores cuyo rango es la suma de los rangos de los tensores individuales.

## Propiedades
- Asociatividad: El producto tensorial es asociativo:

{\displaystyle (T_{1}\otimes T_{2})\otimes T_{3}=T_{1}\otimes (T_{2}\otimes T_{3})}
Por lo tanto, el orden de las operaciones en un tensotorio no afecta el resultado.
- No conmutatividad: El producto tensorial generalmente no es conmutativo:

{\displaystyle T_{1}\otimes T_{2}\neq T_{2}\otimes T_{1}}
- Linealidad: El tensotorio es lineal con respecto a la adición de tensores:

{\displaystyle \bigotimes _{i=1}^{n}(T_{i}+T'_{i})=\bigotimes _{i=1}^{n}T_{i}+\bigotimes _{i=1}^{n}T'_{i}}
- Dimensionalidad: Si {\displaystyle T_{i}} son tensores de dimensiones {\displaystyle d_{i}}, el tensor resultante del tensotorio tendrá una dimensión igual al producto de {\displaystyle d_{i}}:

{\displaystyle {\text{dim}}(\bigotimes _{i=1}^{n}T_{i})=\prod _{i=1}^{n}{\text{dim}}(T_{i})}

## Ejemplos

### Ejemplo 1: Tensotorio simple de vectores
Consideremos dos vectores {\displaystyle {\vec {v}}=[v_{1},v_{2}]} y {\displaystyle {\vec {w}}=[w_{1},w_{2}]}. Su producto tensorial es:
{\displaystyle {\vec {v}}\otimes {\vec {w}}={\begin{bmatrix}v_{1}\cdot w_{1}&v_{1}\cdot w_{2}\\v_{2}\cdot w_{1}&v_{2}\cdot w_{2}\end{bmatrix}}}
Extendiendo esto a un tensotorio de tres vectores {\displaystyle {\vec {v}},{\vec {w}},{\vec {u}}}, calculamos:
{\displaystyle \bigotimes _{i=1}^{3}{\vec {v}}_{i}={\vec {v}}\otimes {\vec {w}}\otimes {\vec {u}}}
lo que da como resultado un tensor tridimensional.

### Ejemplo 2: Tensotorio de matrices
Dados dos matrices 
{\displaystyle A={\begin{bmatrix}a&b\\c&d\end{bmatrix}}} 
y 
{\displaystyle B={\begin{bmatrix}e&f\\g&h\end{bmatrix}}}, 
su producto tensorial es:
{\displaystyle A\otimes B={\begin{bmatrix}a\cdot B&b\cdot B\\c\cdot B&d\cdot B\end{bmatrix}}={\begin{bmatrix}a\cdot e&a\cdot f&b\cdot e&b\cdot f\\a\cdot g&a\cdot h&b\cdot g&b\cdot h\\c\cdot e&c\cdot f&d\cdot e&d\cdot f\\c\cdot g&c\cdot h&d\cdot g&d\cdot h\end{bmatrix}}}
Un tensotorio sobre múltiples matrices {\displaystyle A_{1},A_{2},\dots ,A_{n}} sigue este mismo patrón, produciendo una estructura de dimensiones superiores.

## Aplicaciones
- Computación Cuántica: Los productos tensoriales son fundamentales para representar estados cuánticos en sistemas compuestos.
- Aprendizaje Automático: Los tensotorios se usan para representar datos y características de dimensiones altas en arquitecturas de aprendizaje profundo.
- Física: Los tensotorios describen sistemas complejos, incluidas las relaciones de esfuerzo-deformación en materiales y la relatividad general.